# 郭瑤琪
郭瑤琪（1956年3月13日—2025年3月24日），是一名臺灣政務官，民主進步黨籍，擁有國立成功大學都市計畫學系學士學位、倫敦大學學院都市發展及新鎮開發碩士學位。曾任臺北市政府工務局主秘、總統府公共事務室公共事務室主任、行政院公共工程委員會主任委員、交通部長。交通部長卸任後因涉貪汙罪於2014年入獄、2016年罹癌而保外就醫，此案官司經歷多次更審非常上訴直至2024年，2025年3月24日因主動脈剝離而病逝。

## 早年及背景
郭瑤琪出生於花蓮縣，成長於桃園縣。出身外省第二代家庭，父親曾擔任金門高中、花蓮高中及桃園高中數學教師。母親則為金門縣金城鎮珠山村人。自幼學習鋼琴，曾在少年組鋼琴比賽中獲得冠軍。
郭瑤琪1978年畢業於國立成功大學都市計畫學系，隨後赴伦敦大学学院攻讀碩士，專攻都市發展與新鎮開發領域，1986年取得碩士學位。她並通過全國高等考試都市計畫類科資格。

## 早期公務生涯
在專業領域上，郭瑤琪曾擔任淡江大學都市設計暨環境規劃研究室助理研究員，以及臺灣省政府住宅及都市發展局工務員、幫工程司、臺北市都市計畫委員會技正與臺北市政府工務局科長兼資訊小組組長等職務。她在臺北市承辦多項都市計畫重大規劃案，成功為市政府節省逾260億元公帑，並因此獲得市政府一次記兩大功的獎勵。
1990年代後期，郭瑤琪升任臺北市政府工務局主任秘書，後出任國宅處首位女性處長。任內致力於解決海砂屋、輻射屋、傾斜屋等問題住宅，並推動出租國宅管理制度改革，取消不公平的優先等候名冊制度，另以地上權國宅方式解決社會弱勢族群住宅問題。

## 政務官生涯
2000年，郭瑤琪出任總統府公共事務室主任。2002年，進一步升任行政院政務委員，並兼任公共工程委員會主任委員與九二一重建推動委員會執行長。在任內積極推動災後重建工作，包括住宅、交通、公有建築、社區總體營造及產業振興等方面，表現獲得高度肯定。她因貢獻卓著，獲頒總統府二等功績獎章，並於2004年榮獲國立成功大學頒發之校友傑出成就獎。
2006年，郭出任交通部部長。其任內完成歷時多年、全長12.9公里的雪山隧道工程，該工程為當時亞洲第一、世界第四大公共工程，成功打通北部與宜蘭及花東地區的交通樞紐。然而郭瑤琪因國道電子收費系統爭議，負起政治責任而引咎辭職。

## 台北車站招標貪汙案
郭瑤琪卸任交通部長後，檢調單位於辦理南仁湖集團涉嫌浮報捐贈逃漏稅案件時，透過監聽發現該集團負責人李清波於通話中指示其子李宗賢贈送兩罐茶葉，內含2萬美元，作為協助郭瑤琪之子出國留學費用。檢方因此轉而偵辦郭瑤琪，並指控其在台鐵台北車站招商案中涉及貪污。
台北地方法院於第一審判決認定郭瑤琪與行賄人間無對價關係，裁定無罪；高等法院第二審亦維持無罪判決。然而，經檢察官上訴後，更一審改判郭瑤琪違反職務收賄罪，判處有期徒刑八年，並褫奪公權四年。最高法院於之後認為原判決未能具體說明雙方對價關係及涉案職務行為，發回高院更審。更二審維持更一審原判，郭瑤琪再上訴後，最高法院於2013年12月18日由審判長謝俊雄與法官魏新和、吳信銘、蔡國卿、徐文亮裁定駁回，判決確定。
2016年1月15日，郭瑤琪因罹患癌症獲准保外就醫。
2017年5月24日，最高檢察署認為歷次判決對於職務收賄罪的對價關係認定不一致，經檢察總長顏大和核可後，向最高法院提起非常上訴。2018年3月8日，最高法院駁回非常上訴。
2019年5月14日，高等檢察署之「有罪確定案件審查會」認為原判決在事實認定上有誤且部分證據尚未調查，遂提起再審。2020年1月4日，高等法院駁回再審聲請；同年8月，最高法院亦駁回。2024年，郭瑤琪再度聲請再審，但同年先後遭高等法院及最高法院駁回。

### 案件疑雲
關於該案審理過程，部分辯護方與法律學界人士提出若干質疑。郭瑤琪的辯護律師顧立雄與其他法律界人士指出，案件中並未發現2萬美元的實體款項，也缺乏其他補強證據，主要依據證人李宗賢的證詞作為定罪依據。李宗賢的供詞在不同筆錄中有不一致之處，例如關於疑涉賄賂的茶葉罐數量、顏色、容器材質與包裝方式等描述皆出現變化。最初他稱有兩罐，後來改為一罐；顏色由「絕對不是紅色」變為「紅色」；袋子由「塑膠袋」變為「絲質蕾絲袋」；材質則由「鐵罐」變為「厚紙罐」。此外，他與南仁湖集團財務人員對於款項放置的位置也說法不一致。
此外，有部分法學界評論指出，該案在審理過程中可能存在對證據標準與程序正義的疑慮。他們認為，判決過程未能提供明確的補強證據與對價合意，對促參案作業流程的理解亦可能有所偏差，進而可能違反如「證據法則」、「論理法則」、「經驗法則」、「無罪推定原則」以及「有疑唯利於被告原則」等基本法律原則。

### 非常上訴遭駁回
郭瑤琪曾數度提起非常上訴，但均遭先後兩任檢察總長黃世銘、顏大和駁回，監察院報告出爐後，2017年5月24日，最高檢檢察總長顏大和核可對郭瑤琪案提起非常上訴。2018年3月8日，最高法院駁回非常上訴，理由如下：
- 原確定判決事實認定，郭瑤琪明知南仁湖公司擬參與台北車站商場標租案，主觀上基於須利用她職務行為或職權影響力以協助南仁湖公司參與該標租案，進而收受賄賂，已成立「不違背職務收受賄賂罪」。有罪判決的事實認定與理由說明並無矛盾，法律適用也無違誤。
- 最高檢檢察總長顏大和提非常上訴時，將實務上對於收受賄賂罪的「對價關係」，自行區分為「主觀說」、「客觀說」及「折衷說」三種，並認屬不同見解，有統一解釋之必要，但有罪判決僅是從不同角度剖析收受賄賂與職務上行為對價關係間關連性，對於公務員收受賄賂與職務上行為須有對價關係，各判決並沒有不同。有罪判決認為郭瑤琪收受李清波交付2萬美元賄賂與被告職務上行為，具有相當對價關係而判有罪，並無違背法令情形，也沒有須以非常上訴判決統一解釋法律的必要。
- 公務員基於對於職務上行為收受賄賂的不確定故意，收受賄賂後為對應的職務行為，即應成立該罪。
- 針對非常上訴認為，有罪判決將此案所涉標租案，誤用政府採購法概念，做出對郭瑤期不利的認定，對此，雖然有罪判決的確對「標案」或「招標案」出現用語未臻精當，但對判決並無影響。
- 即便原確定判決沒論及郭瑤期有無違反「行政院所屬各機關首長與民有約作業原則」，對判決認定她收賄也無影響。

## 個人生活及逝世
1983年，郭瑤琪與當時在臺灣省政府互為同事的彭光輝認識並結婚，他與郭瑤琪母親亦為金門人，後為國立臺北科技大學建築系教授。
郭瑤琪為佛教徒，經常參與宗教及社會公益活動，如持續關懷小林村災區重建、協助倖存家庭生計，募集資源發起「放學窩」志工招募活動，擔任義工老師，凝聚社群力量，協助照顧大稻埕中低收入戶的學童，亦照料同住一起而年邁失智的父親與嚴重心臟病的母親。
2025年3月23日，郭瑤琪因主動脈剝離而緊急住院，經搶救無效，於2025年3月24日上午辭世，享年69歲。

### 案件相關
- 林孟皇，偵查秘密底下可能隱藏的違法濫權 （页面存档备份，存于），自由時報，2013年12月2日
- 黃帝穎，郭瑤琪當然收賄 林益世當然不收賄 （页面存档备份，存于），自由時報，2013年12月7日
- 蘋果日報，【短片】郭瑤琪貪污判8年 律師：5證詞前後不一 （页面存档备份，存于），2013年12月8日
- 蘋果日報，【短片】喊冤？郭瑤琪爆：調查員說筆錄都要改 （页面存档备份，存于），2013年12月8日
- 民報，郭瑤琪喊冤 顧立雄、柯文哲聲援 （页面存档备份，存于），2013年12月8日
- 前進新台灣，《前進新台灣》2013 12 09 01a、《前進新台灣》2013 12 09 01b、《前進新台灣》2013 12 09 01c、《前進新台灣》2013 12 09 02a、《前進新台灣》2013 12 09 02b]、《前進新台灣》2013 12 09 02c，三立新聞，2013年12月9日
- 新台灣加油，揭郭瑤琪重判8年內幕，三立新聞，2013年12月9日
- 中國時報，郭瑤琪控檢調改筆錄 （页面存档备份，存于），2013年12月9日
- 蔡易餘，變造筆錄 - 談郭瑤琪案的司法鷹犬 （页面存档备份，存于），自由時報，2013年12月10日
- 頭家來開講，郭瑤琪案定讞 沒直接證據? 法院違無罪推定?，民視新聞，2013年12月10日
- 政治金包銀，林益世與郭瑤琪司法判決懶人包! （页面存档备份，存于），2013年12月11日
- 中央社，民進黨中常會決議 聲援郭瑤琪 （页面存档备份，存于），2013年12月11日
- 中國時報，各界聲援郭瑤琪 小英寫信挺 （页面存档备份，存于），2013年12月11日
- 聯合新聞網，蔡英文發公開聲明挺郭瑤琪，2013年12月11日
- 蘋果日報，聲援郭瑤琪 蔡英文引林益世案對比 （页面存档备份，存于），2013年12月11日
- 民視新聞，綠朝政務官 力挺郭瑤琪！ （页面存档备份，存于），You Tube，2013年12月11日
- 民視新聞，郭瑤琪貪污罪重判 12綠委聲援 （页面存档备份，存于），You Tube，2013年12月11日
- 獨立媒體，各界聲援郭瑤琪 要求提起再審 （页面存档备份，存于），You Tube，2013年12月11日
- 頭家來開講，郭瑤琪判刑八年定讞 選舉近了 冤案來了? （页面存档备份，存于），民視新聞，2013年12月11日
- 林全，各界連署聲援郭瑤琪記者會─聲援：林全 （页面存档备份，存于），You Tube，2013年12月11日
- 鄭文龍，各界連署聲援郭瑤琪記者會─法律見解：鄭文龍 （页面存档备份，存于），You Tube，2013年12月11日
- 陳唐山、陳師孟，各界連署聲援郭瑤琪記者會─聲援：陳唐山、陳師孟 （页面存档备份，存于），You Tube，2013年12月11日
- 賀陳旦，各界連署聲援郭瑤琪記者會─致謝：郭瑤琪、聲援：賀陳旦 （页面存档备份，存于），You Tube，2013年12月11日
- 新頭殼newtalk，郭瑤琪遭判刑 蘇、蔡：違背無罪推定原則 （页面存档备份，存于），2013年12月11日
- ETtoday新聞雲，聲援郭瑤琪提再審 前民進黨府院高層齊聚連署 （页面存档备份，存于），2013年12月11日
- 張富美，打死也不信郭瑤琪收錢 （页面存档备份，存于），民報，2013年12月11日
- 李政彥，各界聲援平反前交通部長郭瑤琪: 沒有收賄，重判八年 （页面存档备份，存于），凱達格蘭學校，2013年12月11日
- 王時齊，生日的第一個願望許給了郭部長，2013年12月12日
- 自由時報，聲援郭瑤琪 前朝政務官發起連署 （页面存档备份，存于），2013年12月12日
- ETtoday新聞雲，民進黨立委集體聲援郭瑤琪 批司法不公 （页面存档备份，存于），2013年12月12日
- 民進黨團記者會，司法不問證據 只問藍綠?[永久]，柯建銘、吳秉叡、邱議瑩、葉宜津、尤美女、劉櫂豪、陳其邁、姚文智、李俊俋、吳宜臻、段宜康、李昆澤、管碧玲、郭瑤琪，2013年12月12日
- 前進新台灣，《前進新台灣》2013 12 12 01a、《前進新台灣》2013 12 12 01b、《前進新台灣》2013 12 12 01c，三立新聞，2013年12月12日
- 新台灣加油，新台灣加油-陳師孟現身! 扁朝遺老有多少人被政治追殺? （页面存档备份，存于），三立新聞，2013年12月12日
- 李永然，李永然:此案違背聯合國人權公約 無罪推定原則 （页面存档备份，存于），You Tube，2013年12月12日
- 李永然，郭瑤琪案 李永然律師說明 1. 兩萬美金在哪裡 （页面存档备份，存于），You Tube，2013年12月12日
- 李永然，郭瑤琪案 李永然律師說明 2. 證詞反覆法官也信 （页面存档备份，存于），You Tube，2013年12月12日
- 李永然，郭瑤琪案 李永然律師說明 茶葉罐裡根本沒有兩萬美金 （页面存档备份，存于），You Tube，2013年12月12日
- 顧立雄，郭部長兒子出國留學 海關嚴密搜索未見賄款 （页面存档备份，存于），You Tube，2013年12月12日
- 顧立雄，顧立雄: 李宗賢財務困窘 未放賄款 （页面存档备份，存于），You Tube，2013年12月12日
- 顧立雄，顧立雄:主動提出茶葉罐 郭瑤琪問心無愧 （页面存档备份，存于），You Tube，2013年12月12日
- 全國報系，批司法不公！民進黨立委集體聲援郭瑤琪 （页面存档备份，存于），2013年12月13日
- 溫智國，來自郭瑤琪舊屬的一封信，2013年12月13日
- 吳景欽，網評》郭瑤琪有罪? 吳景欽：判決有質疑空間 （页面存档备份，存于），NOWnews 今日新聞，2013年12月14日
- 吳景欽，郭瑤琪案有「再審的難度」 （页面存档备份，存于），ETtoday新聞雲，2013年12月14日
- 新頭殼newtalk，郭瑤琪案法官 竟是兒童性侵恐龍法官 （页面存档备份，存于），2013年12月15日
- 沈伯洋，由郭瑤琪案談司法、自由心證與國家權力,酥餅與沈伯洋律師(PUMA老師)對談 （页面存档备份，存于），2013年12月16日
- 陳茂雄，黑狗偷吃 白狗受罪，台灣時報，2013年12月16日
- Holling Hsu，台灣公民，不應讓郭瑤琪部長孤單 （页面存档备份，存于），2013年12月16日
- 李永然，前交通部郭瑤琪部長被判8年徒刑，有無違反「無罪推定原則」？ （页面存档备份，存于），永然書訊，2013年12月17日
- 潘建志 陳亭妃，郭瑤琪黑案，日月無光! （页面存档备份，存于），綠色逗陣，2013年12月17日
- 黃帝穎，依法審判？依政黨審判？以郭瑤琪案為例，極光希望，2013年12月17日
- 許惠峰，違反基本法律原則的郭案判決 （页面存档备份，存于），自由時報，2013年12月18日
- 戴章皇，法官的ⅩⅩ與茶葉罐 （页面存档备份，存于），自由時報，2013年12月18日
- 台灣小站-法律教育，網友比對了林益世和郭瑤琪的涉嫌貪污案！ （页面存档备份，存于），2013年12月19日
- 公孫樂，<社論> 追殺前朝又一樁 ~郭瑤琪的「大衛與巨人哥利亞」之戰，美洲台灣日報-Taiwan Daily，2013年12月20日
- 黃越宏，法治時報社長黃越宏主持，專訪郭瑤琪 （页面存档备份，存于），台灣真水2013，2013年12月21日
- 自由時報，《星期專訪》檢評會委員彭文正︰司法若被政治利用 重回白色恐怖 （页面存档备份，存于），2013年12月23日
- 黃帝穎，論司法的藍綠差別待遇 以郭瑤琪與馬英九為例，極光希望，2013年12月24日
- 自由時報，聲援郭瑤琪 法界學者痛批司法墮落，2013年12月26日
- 民視，郭瑤琪遭判8年 法學教授聲援 （页面存档备份，存于），2013年12月26日
- 台灣教授協會，【誰在玩「司法俄羅斯輪盤」？：從郭瑤琪案談起】座談會 （页面存档备份，存于），公民新聞，2013年12月26日
- 廖惠慶，郭瑤琪促成環境團體與政府溝通上重要的突破 （页面存档备份，存于），2013年12月26日
- 許惠峰 文化大學法律系教授兼系主任，政治性之司法判決 （页面存档备份，存于），公民新聞，2013年12月26日
- 吳景欽 真理大學法律系教授兼系主任，罪疑惟重？ （页面存档备份，存于），公民新聞，2013年12月26日
- 林雍昇 新台灣國策智庫研究員，郭瑤琪一案 （页面存档备份，存于），公民新聞，2013年12月26日
- 羅承宗 南臺科技大學財經法律研究所教授，誰在玩「司法俄羅斯輪盤」？：從郭瑤琪案談起 （页面存档备份，存于），公民新聞，2013年12月26日
- 黃志梁律師，論證人證言在刑事案件中如何採用 （页面存档备份，存于），2013年12月26日
- 台灣時報，郭瑤琪遭判8年 法學教授聲援，2013年12月27日
- 許文彬，有話要說－盼郭案無冤落幕，中國時報，2013年12月29日
- 黃越宏，司法冤案何其多！，法治時報，131期，2014年1月1日
- 冤獄追擊，司法殺手出動 郭瑤琪蒙冤八年 （页面存档备份，存于），法治時報，131期，2014年1月1日
- 江建祥 Max C. Chiang，正本清源看郭瑤琪事件 （页面存档备份，存于），台灣守護周刊，103期，2014年1月2日
- 中央廣播電臺，郭瑤琪遭判收賄案 監委允代向總長提非常上訴，2014年1月2日
- 法治時報，台灣是怎樣的國家？ （页面存档备份，存于），Posted by Takeson，2014年1月2日
- 中國時報，郭瑤琪茶葉罐收賄案 監委擬提非常上訴 （页面存档备份，存于），2014年1月3日
- Amisgin，馬英九與郭瑤琪的收賄，財團法人彭明敏文教基金會，2014年1月3日
- 陳東豪，非關茶葉罐 郭瑤琪黨證辦錯顏色 檢調一罐兩罐分不清，紅綠藍都搞錯，新新聞，1400期，PP.30-31，2014年1月1日
- 許文彬，檢察官何妨主動替郭瑤琪平反？ （页面存档备份，存于），數位網路報，2014年1月5日
- 中國時報，聲援郭瑤琪 民眾告法官濫權 （页面存档备份，存于），2014年1月7日
- 民視新聞，郭瑤琪明發監 80歲母泣訴:她是清白 （页面存档备份，存于），You Tube，2014年1月7日
- 新新聞粉絲，顏色不對就輸了…… （页面存档备份，存于），2014年1月7日
- 民視新聞，郭瑤琪今入監 自比司馬遷忍辱 （页面存档备份，存于），You Tube，2014年1月8日
- 新台灣加油，郭瑤琪入監 陳水扁6天跌6次!政治仇恨無止盡? （页面存档备份，存于），三立新聞，2014年1月8日
- 頭家來開講，政治冤案! 郭瑤琪八年定讞 今入監服刑 （页面存档备份，存于），民視新聞，2014年1月8日
- 三立新聞，郭瑤琪涉收賄 查嘸2萬美金不合理 （页面存档备份，存于），You Tube，2014年1月8日
- 三立新聞，不合理！郭瑤琪涉收賄　查嘸關鍵證據2萬美金，2014年1月8日
- 新頭殼newtalk，郭瑤琪入獄：我沒拿錢 會好好照顧自己 （页面存档备份，存于），新頭殼newtalk，2014年1月8日
- 今日新聞網，郭瑤琪入獄聲明 （页面存档备份，存于），今日新聞網，2014年1月8日
- 新頭殼newtalk，郭瑤琪入獄聲明全文 （页面存档备份，存于），新頭殼newtalk，2014年1月8日
- 涂醒哲，郭瑤琪案根本是司法的「舔耳案」 （页面存档备份，存于），ETtoday論壇新聞，2014年1月8日
- 自由時報，郭瑤琪今入監 11法官被控枉法裁判 （页面存档备份，存于），2014年1月8日
- Impavidus Youtube Videosite és Videokereső，政治迫害2-郭瑤琪冤獄案，2014年1月8日
- 陳歐珀，國是論壇聲援郭瑤琪 （页面存档备份，存于），立法委員影音資料查詢系統，2014年1月9日
- 台灣英文新聞，陳永昌等人7日告發承審郭瑤琪案8法官 （页面存档备份，存于），2014年1月9日
- 台灣壹週刊，從未查2萬美金兌換紀錄 郭瑤琪 遭粗暴偵訊 曝光，第659期，2014年1月9日
- 自由時報，法界︰連一張美金都沒搜到 判罪理由牽強 （页面存档备份，存于），2014年1月9日
- 陪審團推動聯盟，郭瑤琪案：一個不用花錢的無誘餌空圈套？ （页面存档备份，存于），苦勞網，2014年1月10日
- 謝博光，藍官出關 綠官被關 （页面存档备份，存于），自由時報，2014年1月9日
- 自由時報，彭文正發起「台灣司法酷斯拉獎」 廣收荒謬起訴、判決，2014年1月11日
- 自由時報，司法酷斯拉獎 邀全民揪荒謬判決 （页面存档备份，存于），2014年1月12日
- 陳耀祥，《星期專訪》陳耀祥︰透過陪審團制度 落實公平法院 （页面存档备份，存于），自由時報，2014年1月20日
- 蔡仁惠，竟將促參案當成採購案來審判 （页面存档备份，存于），自由時報，2014年1月21日
- 王美琇，這種司法是民主殺手 （页面存档备份，存于），新頭殼newtalk，2014年1月24日
- 聯合晚報，賴浩敏應該遺憾什麼事？ （页面存档备份，存于），2014年1月28日
- 台灣教會公報，惡質司法鬥爭 酷斯拉獎監督 （页面存档备份，存于），2014年1月28日
- 民視新聞，郭瑤琪母親 手打毛線衣送偏鄉童 （页面存档备份，存于），You Tube，2014年2月6日
- 民視，郭瑤琪母親 手打毛線衣送偏鄉童[永久]，臺灣新浪網，2014年2月7日
- 陳歐珀，國是論壇聲援郭瑤琪 （页面存档备份，存于），立法院公報 第 103卷 第 8期 院會紀錄，2014年2月13日更新
- 孔文吉，國是論壇聲援郭瑤琪 （页面存档备份，存于），立法院公報 第 103卷 第 8期 院會紀錄，2014年2月13日更新
- 黃瑞華，《星期專訪》黃瑞華︰特偵組洩密濫權 高等法院掩弊 （页面存档备份，存于），自由時報，2014年2月24日
- 郭正典，228及白色恐怖仍持續進行中 （页面存档备份，存于），台灣守護周刊，111期，2014年2月27日
- 臺灣高等法院 裁判書101,重上更(二),104【裁判日期】1020328

## 著作
- "友善永續的公共建設及交通運輸---安心、效率、串連", 新境界文教基金會, pp.276-292, 2014 (ISBN 978-986-82244-2-1)
- "Community Planning ", Planning in Taiwan: Spatial Planning in the Twenty First Century, edited by Roger Bristow, Routledge, London, UK, pp.137-163, May 2010 (ISBN 978-0-415-55173-1) (co-author)
- "A Review of the 921 Post-earthquake Community Rehabilitation of the Urban Disaster Area in Taiwan", Vulnerable Cities: Realities, Innovations and Strategies, edited by T. Kidokodo et al, University of Tokyo, Springer, Japan, pp.257-274, Aug. 2008 (ISBN 978-4-431-78148-6) (co-author)
- "Planning and Management of Mid-to-Long-Term Community of Earthquake Shelters", 2nd International Conference on Urban disaster, Taipei, Taiwan, Nov. 2007 (co-author)
- "九二一重建五部曲：一步一腳印",營建知訊,260期,臺灣營建研究院,2004
- "九二一震災與社會福利工作實務",社區發展季刊,104期,2003
- "用心打造城鄉新願景",城鄉總體營造之路,中國生產力中心,2003
- "我國開發新市鎮政策之探討：以英國新市鎮開發經驗為借鏡",台灣省住宅及都市發展局,1987
- "新市鎮綜合開發之研究",台灣省住宅及都市發展局,1981

## 外部連結
| 中華民國政府職務 | 中華民國政府職務                                                | 中華民國政府職務 |
| ---------------- | --------------------------------------------------------------- | ---------------- |
| 行政院           |                                                                 |                  |
| 前任： 林能白    | 行政院公共工程委員會主任委員 第五任 2002年2月1日－2006年1月25日 | 繼任： 吳澤成    |
| 前任： 林陵三    | 交通部部長 第二十任 2006年1月25日－2006年8月25日                | 繼任： 蔡 堆     |